# Südkoreanische Fußballnationalmannschaft
Die südkoreanische Fußballnationalmannschaft (koreanisch 대한민국 축구 국가대표팀 Daehan Min'guk Chukgu Gukga Daepyo Tim) ist die Fußballauswahl der Korea Football Association aus der ostasiatischen Republik Korea. Sie ist eine der erfolgreichsten asiatischen Mannschaften seit ihrem internationalen Debüt bei den Olympischen Sommerspielen 1948.

## Geschichte
Korea hatte in früherer Zeit ein Ballspiel mit dem Namen chuk-gu, das dem damaligen Fußball sehr ähnlich war. Zum ersten Mal sahen die Koreaner 1882 eine Version des Fußballs, als britische Schiffsmitglieder im Hafen von Incheon spielten.
Im Jahr 1921 wurde das erste koreanische Fußballturnier ausgetragen. 1928 wurde der Koreanische Fußball-Bund gegründet, um die Grundlage für die Verbreitung und Entwicklung des Fußballs in Korea zu schaffen. Während der Jahrzehnte der kolonialen Herrschaft unter den Japanern stellte Fußball eine Möglichkeit dar, um Frustrationen abzubauen und die Hoffnung auf Unabhängigkeit zu verstärken.
Der Koreanische Fußball-Bund wurde 1948 in Südkorea wiedergegründet. 1948 trat der KFB der FIFA bei, 1954 wurde man zudem Mitglied der AFC.
Seit den 1960ern entwickelte sich Südkorea zu einer asiatischen Fußballmacht und gewann mehrere Turniere in Asien, unter anderem zweimal die Asienmeisterschaft. Die südkoreanische Nationalmannschaft nahm bislang an elf WM-Endrunden teil, seit 1986 ununterbrochen. Eine professionelle Fußballliga wurde 1983 als erste ihrer Art im asiatischen Raum gegründet. Sie half dabei den südkoreanischen Fußball nochmals zu stärken.
Die Ausrichtung der Fußball-Weltmeisterschaft 2002 zusammen mit Japan war ein äußeres Zeichen für den Fortschritt des südkoreanischen Fußballs. Unter Führung des niederländischen Trainers Guus Hiddink gelang es dem Nationalteam erstmals, die Gruppenrunde zu überstehen. Durch Siege über Italien und Spanien erreichte zum ersten Mal in der Geschichte der Fußball-Weltmeisterschaft eine asiatische Mannschaft das Halbfinale.
Bei der Fußball-Weltmeisterschaft 2006 startete Südkorea mit Frankreich, Schweiz und Togo in der Gruppe G, schied jedoch in der Vorrunde aus. Bei der Fußball-Weltmeisterschaft 2010 verlor Südkorea 1:2 gegen Uruguay im Achtelfinale und schied damit aus dem Turnier aus. Bei der Fußball-Weltmeisterschaft 2014 schied Südkorea in Vorrunde mit nur einem Punkt aus. Bei der Fußball-Weltmeisterschaft 2018 war Südkorea in der Gruppe mit Schweden, Mexiko und Deutschland, im letzten Spiel der Vorrunde gewann Südkorea das einzige Spiel gegen Deutschland mit 2:0, aber verpasste das Achtelfinale.
2003, 2008 und 2015 gewann Südkorea die Ostasienmeisterschaft.

## Teilnahme Südkoreas an den Olympischen Spielen
Das erste Länderspiel Südkoreas fand 1948 bei den Olympischen Spielen in London statt.
| 1948 in London       | Viertelfinale                     |
| 1952 in Helsinki     | nicht teilgenommen                |
| 1956 in Melbourne    | nicht qualifiziert (Losentscheid) |
| 1960 in Rom          | nicht qualifiziert                |
| 1964 in Tokio        | Vorrunde                          |
| 1968 in Mexiko-Stadt | nicht qualifiziert                |
| 1972 in München      | nicht qualifiziert                |
| 1976 in Montreal     | nicht qualifiziert                |
| 1980 in Moskau       | nicht qualifiziert                |
| 1984 in Los Angeles  | nicht qualifiziert                |
| 1988 in Seoul        | Vorrunde                          |

Seit 1992 nahm die A-Nationalmannschaft nicht mehr an den Olympischen Spielen bzw. Qualifikationsspielen dazu teil.

## Teilnahme Südkoreas an der Fußballweltmeisterschaft
Südkorea nahm am häufigsten von allen asiatischen Mannschaften an Fußballweltmeisterschaften teil. Seit 1986 ist Südkorea Stammgast bei den WM-Endrunden.
| Jahr      | Gastgeberland  | Teilnahme bis …                    | Letzte(r) Gegner                | Ergebnis | Trainer       | Bemerkungen und Besonderheiten |
| --------- | -------------- | ---------------------------------- | ------------------------------- | -------- | ------------- | --- |
| 1930–1938 |                | nicht teilgenommen                 |                                 |          |               | 1. Länderspiel erst 1948; Korea noch Teil Japans, das ebenfalls nicht teilnahm |
| 1950      | Brasilien      | nicht teilgenommen                 |                                 |          |               | |
| 1954      | Schweiz        | Vorrunde                           | Ungarn, Türkei                  | 16.      | Kim Yong-sik  | Nach zwei Niederlagen (0:9 gegen Ungarn und 0:7 gegen die Türkei) ausgeschieden. Das 0:9 war bis 1982, als ebenfalls Ungarn mit 10:1 gegen El Salvador gewann, die höchste Niederlage bei einer WM                                             |
| 1958      | Schweden       | Anmeldung durch die FIFA abgelehnt |                                 |          |               | |
| 1962      | Chile          | nicht qualifiziert                 |                                 |          |               | In der Qualifikation in den Play-offs Europa/Ostasien an Jugoslawien gescheitert. |
| 1966      | England        | zurückgezogen                      |                                 |          |               | Südkorea zog sich ebenso wie alle 15 gemeldeten afrikanischen Mannschaften aus der Qualifikation zurück, da die FIFA den Mannschaften aus Afrika, Asien und Ozeanien nur einen Endrundenplatz zugestand.                                       |
| 1970      | Mexiko         | nicht qualifiziert                 |                                 |          |               | In der Qualifikation an Australien gescheitert, das sich aber ebenfalls nicht qualifizieren konnte. |
| 1974      | Deutschland    | nicht qualifiziert                 |                                 |          |               | In der Qualifikation in den Entscheidungsspielen an Australien gescheitert. |
| 1978      | Argentinien    | nicht qualifiziert                 |                                 |          |               | In der Qualifikation am Iran gescheitert. |
| 1982      | Spanien        | nicht qualifiziert                 |                                 |          |               | In der Qualifikation in der 1. Runde an Kuwait gescheitert. |
| 1986      | Mexiko         | Vorrunde                           | Argentinien, Bulgarien, Italien | 20.      | Kim Jung-nam  | Als Gruppenletzter ausgeschieden. |
| 1990      | Italien        | Vorrunde                           | Belgien, Spanien, Uruguay       | 22.      | Lee Hoe-taik  | Ohne Punkt als Gruppenletzter ausgeschieden. |
| 1994      | USA            | Vorrunde                           | Spanien, Bolivien, Deutschland  | 20.      | Kim Ho        | Als Gruppendritter nach zwei Remis gegen Spanien und Bolivien, sowie einer Niederlage gegen Deutschland ausgeschieden. |
| 1998      | Frankreich     | Vorrunde                           | Mexiko, Niederlande, Belgien    | 30.      | Cha Bum-kun   | Als Gruppenletzter ausgeschieden. |
| 2002      | Südkorea/Japan | Spiel um Platz drei                | Türkei                          | Vierter  | Guus Hiddink  | Im Spiel um Platz 3 erzielte Hakan Şükür gegen Südkorea das schnellste Tor der WM-Geschichte, als er nach 11 Sekunden zum 1:0 traf. |
| 2006      | Deutschland    | Vorrunde                           | Togo, Frankreich, Schweiz       | 17.      | Dick Advocaat | Als Gruppendritter ausgeschieden |
| 2010      | Südafrika      | Achtelfinale                       | Uruguay                         | 15.      | Huh Jung-moo  | Nach einem Sieg gegen Griechenland, einer Niederlage gegen Argentinien und einem Unentschieden gegen Nigeria schied Südkorea im Achtelfinale gegen Uruguay aus.                                                                                |
| 2014      | Brasilien      | Vorrunde                           | Russland, Algerien, Belgien     | 27.      | Hong Myung-bo | Als Gruppenletzter ausgeschieden. |
| 2018      | Russland       | Vorrunde                           | Schweden, Mexiko, Deutschland   | 19.      | Shin Tae-yong | Nach Niederlagen gegen Schweden und Mexiko sowie einem Sieg gegen Deutschland als Gruppendritter ausgeschieden. |
| 2022      | Katar          | Achtelfinale                       | Brasilien                       | 16.      | Paulo Bento   | Die Mannschaft qualifizierte sich am drittletzten Spieltag der 3. Qualifikationsrunde. Nach einem Sieg gegen Portugal, einem Unentschieden gegen Uruguay und einer Niederlage gegen Ghana schied Südkorea im Achtelfinale gegen Brasilien aus. |

## Teilnahme Südkoreas an der Asienmeisterschaft
- 1956 – Asienmeister
- 1960 – Asienmeister
- 1964 – Dritter
- 1968 – Nicht qualifiziert
- 1972 – Vizemeister
- 1976 – Nicht qualifiziert
- 1980 – Vizemeister
- 1984 – Vorrunde
- 1988 – Vizemeister
- 1992 – Nicht qualifiziert
- 1996 – Viertelfinale
- 2000 – Dritter
- 2004 – Viertelfinale
- 2007 – Dritter
- 2011 – Dritter
- 2015 – Vizemeister
- 2019 – Viertelfinale
- 2024 – Halbfinale
- 2027 – Qualifiziert

## Teilnahme Südkoreas an derOstasienmeisterschaft
- 2003 – Ostasienmeister
- 2005 – Vierter
- 2008 – Ostasienmeister
- 2010 – Zweiter
- 2013 – Dritter
- 2015 – Ostasienmeister
- 2017 – Ostasienmeister
- 2019 – Ostasienmeister
- 2022 – Zweiter

Als inoffizielles Vorläuferturnier gilt der Dynasty Cup:
- 1990 – Gewinner
- 1992 – Zweiter
- 1995 – Zweiter
- 1998 – Dritter

## Kader
Siehe: Südkoreanischer Kader bei der Fußball-Weltmeisterschaft 2022

## Rekordspieler
(Stand: 25. März 2025) Von der FIFA berücksichtigte Spiele – wenn abweichend und bekannt – in Klammern.
| Spiele    | Spieler         | Zeitraum  | Tore    |
| --------- | --------------- | --------- | ------- |
| 136       | Hong Myung-bo   | 1990–2002 | 10      |
| 136 (130) | Cha Bum-kun     | 1972–1986 | 58 (54) |
| 133       | Son Heung-min   | 2010–     | 51      |
| 131 (132) | Lee Woon-jae    | 1994–2010 | 0       |
| 127       | Lee Young-pyo   | 1999–2011 | 5       |
| 124 (117) | Kim Ho-kon      | 1971–1974 | 5       |
| 122 (120) | Yu Sang-cheol   | 1994–2005 | 18      |
| 113 (102) | Cho Young-jeung | 1975–1986 | 1       |
| 112       | Kim Young-gwon  | 2010–     | 7       |
| 110 (112) | Ki Sung-yong    | 2008–2019 | 10      |
| 107 (101) | Park Sung-hwa   | 1975–1984 | 26      |
| 105 (104) | Lee Dong-gook   | 1998–2014 | 33      |
| 105 (104) | Kim Tae-young   | 1992–2004 | 3       |
| 103 (95)  | Choi Soon-ho    | 1980–1991 | 30      |
| 103 (102) | Hwang Sun-hong  | 1993–2002 | 50      |
| 100       | Park Ji-sung    | 2000–2011 | 13      |
| 098       | Kim Nam-il      | 1998–2013 | 2       |
| 096       | Lee Jae-sung    | 2015–     | 14      |
| 094       | Ha Seok-ju      | 1991–2001 | 23      |

### Rekordtorschützen
| Tore    | Spieler        | Zeitraum  | Spiele    |
| ------- | -------------- | --------- | --------- |
| 58 (54) | Cha Bum-kun    | 1972–1986 | 136 (130) |
| 51      | Son Heung-min  | 2010–     | 133       |
| 50      | Hwang Sun-hong | 1993–2002 | 103       |
| 40 (39) | Park Lee-chun  | 1969–1974 | 089       |
| 35      | Kim Jae-han    | 1972–1979 | 057       |
| 33      | Lee Dong-gook  | 1998–2014 | 104       |
| 30      | Choi Soon-ho   | 1980–1991 | 103 (95)  |
| 29      | Huh Jung-moo   | 1974–1986 | 084       |
| 29      | Kim Do-hoon    | 1994–2003 | 072       |
| 27      | Choi Yong-soo  | 1995–2003 | 067       |
| 27      | Kim Jin-kook   | 1972–1978 | 088       |
| 27      | Lee Tae-ho     | 1980–1991 | 072       |
| 26      | Park Sung-hwa  | 1975–1984 | 107 (101) |
| 24      | Lee Young-moo  | 1974–1982 | 070       |
| 24      | Park Chu-young | 2005–2014 | 068       |
| 23      | Ha Seok-ju     | 1991–2001 | 094       |

## Bekannte Trainer
- Kim Yong-sik (1954)
- Kim Jung-nam (1986)
- Lee Hoe-taik (1988–1990)
- Eckhard Krautzun (1992–1993)
- Kim Ho (1994)
- Cha Bum-kun (1997–1998)
- Kim Pyung-seok (1998)
- Guus Hiddink (2002–2003)
- Humberto Coelho (2003–2004)
- Park Sung-hwa (2004)
- Jo Bonfrere (2004–2005)
- Dick Advocaat (2005–2006)
- Pim Verbeek (2006–2007)
- Huh Jung-moo (2007–2010)
- Cho Kwang-rae (2010–2011)[8]
- Choi Kang-hee (2011–2013)[9][10]
- Hong Myung-bo (2013–2014)[11]
- Uli Stielike (2014–2017)
- Shin Tae-yong (2017–2018)
- Paulo Bento (2018–2022)
- Jürgen Klinsmann (2023–2024)
- Hwang Sun-hong (2024)
- Kim Do-hoon (2024)

## Mannschaftssymbole
Auf der Brust der Trikots der südkoreanischen Fußballnationalmannschaft ist ein Tiger abgebildet, der für Stolz und Status steht. Auf dem Rücken ist der Spruch „Tu-Hon“ aufgedruckt, was „Kampfgeist“ bedeutet.